# Commersonia breviseta
Commersonia breviseta är en malvaväxtart som beskrevs av C.F.Wilkins och L.M.Copel.. Commersonia breviseta ingår i släktet Commersonia och familjen malvaväxter. Inga underarter finns listade i Catalogue of Life.